# ウォルター・T・カールトン

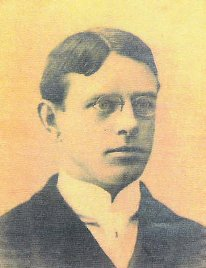
ウォルター・T・カールトン（1891年）

ウォルター・テニー・カールトン（英: Walter Tenney Carleton、1867年12月24日 - 1900年7月6日）はアメリカ合衆国の実業家。日本電気創業者の1人。日本電気は日本で最初の海外資本との合弁会社であった。

## 子供時代
1867年12月24日、マサチューセッツ州エヴァレット（当時は South Malden）にて Isaac Newton Carleton と Laura Tenny Carlton の間に生まれた。コネチカット州ニューブリテンにある公立学校に入学。1884年、マサチューセッツ州ブラッドフォード（現在はハーバーヒルの一部）にある Carleton School for Boys に入学。1885年、ブラッドフォードにある First Church に参加。ダートマス大学に進学して男性合唱団に加わり、St. Thomas Episcopal Church と Rollins Chapel の聖歌隊で歌った。Kappa Kappa Kappa 友愛会と Sphinx Society にも入会した。1891年、学士号を得て卒業。

## 家族
両親は Isaac Newton Carleton と Laura Tenny Carleton である。兄弟の名は Theodore、姉妹は Clara と Grace の2人であった。Grace はニュージャージー州選出の上院議員 John F. Dryden の息子 Forrest F. Dryden （後のプルデンシャル社長）と結婚した。ウォルターは1895年12月31日、ブルックリンの St. John's church で Enriqueta Navarro D'Hamel と結婚した。結婚後はニューヨーク市内に転居。1人息子の Charles Dubois Carleton は1899年1月7日、横浜市で生まれた。これは彼が妻を伴ってウェスタン・エレクトリックの社用で出張中の出来事だった。

## 経歴
ダートマス大学卒業後、彼は短期間だけ母校の Carleton School for Boys で講師を務めた。その後 D.C. Heath and Company というボストンの出版社に3カ月だけ勤務。ウェスタン・エレクトリックに入社したのは1892年である。1897年10月、ウェスタン・エレクトリックの代理人として妻を伴って日本に向かった。当時彼は、ウェスタン・エレクトリックの海外部門のマネージャ Harry B. Thayer のアシスタントだった。Thayer は1896年に東京を訪れ、日本での電話事業が見込みがあると知った。カールトンは日本でのウェスタン・エレクトリックの代理人だった岩垂邦彦に面会した。また、逓信省の主任技師だった大井才太郎とも面会している。1899年、ウォルターは岩垂と前田武四郎と共に日本電気 (NEC) を創業した。彼はウェスタン・エレクトリックを代表してNECの株式を保有し、議決権を行使した。ウェスタン・エレクトリックの保有するNEC株は全株式の54%であった。後にNEC創立の功績に対して日本人側から脇差を送られている。彼がNECに在籍した期間は1897年から1900年だけであった。NECでの仕事を終え、1900年6月2日、アメリカへと船出した。マサチューセッツ州ブラッドフォードに到着したのは1900年6月30日である。ウェスタン・エレクトリックのシカゴ支店長となる予定だった。しかし不運なことに虫垂炎を発症し、1900年7月6日、マサチューセッツ州ハーバーヒルの Hale hospital で手術中に亡くなった。